# Anna Rothpletz
Anna Rothpletz, auch Anna Rothpletz-von Meiss, Nanette Rothpletz, Pseudonym Rosalie Müller,  (* 25. Dezember 1786 in Zürich; † 14. März 1841 in Brugg) war eine Schweizer Schriftstellerin.

## Leben und Wirken
Rothpletz wurde 1786 als Tochter des Stadtrichters und Junkers Johann Friedrich Ludwig von Meiss geboren. Am 10. Mai 1805 heiratete sie den Juristen und Oberamtmann in Aarau Johann Jakob Rothpletz. Dessen erste Frau war im Jahr zuvor gestorben. Das Paar bekam drei Töchter, mit denen Anna Rothpletz nach dem Tode ihres Gatten am 30. April 1815 zu den Eltern nach Brugg übersiedelte, wo sie dann bis zu ihrem Tode lebte. Nachdem ihre Töchter erwachsen waren, fing sie an, sich mit belletristischen Arbeiten zu beschäftigen und schrieb in der Folge mehrere Romane unter dem Pseudonym Rosalie Müller.
Rothpletz schrieb vor allem Liebes- und Ehegeschichten, die «das bürgerliche Selbstverständnis insbesondere der Frauen entscheidend mit[prägten].»

## Werke
- Bilder des Lebens. 1827 online – Internet Archive.
- Pauline Selbach. 1829.
- Die Leiden und Freuden einer Badereise. 1830.
- Mnemosyne. Schilderungen aus dem Leben und Beiträge zur Kenntniß des menschlichen Herzens. Zum Vergnügen und zur Bildung der weiblichen Welt, 1834
- Des Lebens Wechsel. 1835.
- Gesammelte Erzählungen von der Verfasserin der Bilder des Lebens. 2 Bände, 1839/1840.